# Relação de Redfield
Em oceanografia, a relação de Redfield representa a proporção entre carbono, nitrogênio e fósforo na água do mar, com base na composição média do fitoplâncton marinho, a qual se mostra relativamente constante e igual a 106:16:1, respectivamente. Esse modelo se tornou uma referência importante para estudos biogeoquímicos nas ciências oceanográficas, pois apresenta uma razão entre o consumo de oxigênio e a produção de nutrientes a partir da oxidação da matéria orgânica, sendo representada pela seguinte reação química:
{\displaystyle {\ce {16 HNO3 + H3PO4 + 106 CO2 + 122 H2O <-> (CH2O)106(NH3)16(H3PO4) + 138O2}}}
Através da consolidação da relação de Redfield, instituiu-se um princípio estequiométrico universal no qual foi estabelecido um certo equilíbrio na interação entre os organismos e seus ambientes.

## Histórico
A relação de Redfield recebeu esse nome porque foi proposta pela primeira vez, em 1934, pelo americano Alfred C. Redfield, professor de fisiologia e biólogo sênior da Universidade Harvard. Após analisar amostras coletadas no Oceano Atlântico, por ele próprio, a bordo do navio Atlantis, e compará-las com amostras dos três oceanos (Atlântico, Indico e Pacífico), coletadas pelo navio Dana, Alfred Redfield concluiu que havia uma correlação evidente entre os níveis de nitrato e fosfato em todas as amostras analisadas, pois as proporções entre esses constituintes foram aproximadamente as mesmas, em qualquer amostra. Comparando as concentrações obtidas dessas amostras de água com as amostras de plâncton, Redfield deduziu que certamente havia uma uniformidade na composição química das comunidades planctônicas em todos os oceanos.
Em 1958, Redfield complementou suas conclusões em relação às concentrações de nitrato e fosfato na água do mar, afirmando que as proporções desses nutrientes na água do mar são de alguma forma controladas por processos orgânicos (e não o contrário). Em outras palavras, Redfield atestou que os processos de síntese e/ou decomposição da matéria orgânica determinam as concentrações desses elementos na água do mar. Ele acreditava que o entendimento desse mecanismo viria a ser uma ferramenta valiosa e a chave para a análise de muitos problemas oceanográficos. Em 1963, Redfield e colaboradores propuseram uma proporção revisada, incluindo um valor estimado para o oxigênio: 1 P: 16 N: 106 C: 138 O2. Nos anos seguintes, uma série de pesquisadores passaram a usar e também a testar a aplicabilidade da relação de Redfield. Alguns desses pesquisadores também passaram a incluir alguns elementos traço a essa razão ótima. Por exemplo, o ferro, que é considerado um elemento limitante para a produção primária, foi adicionado à relação de Redfield, estendendo-a para: 106 C : 16 N : 1 P : 0,1-0,001 Fe.

## Importância
Conhecer a estequiometria de Redfield é de suma importância, pois a relação C:N:P desempenha um papel primordial em diversos processos de escala global, como taxas de fotossíntese e remoção de dióxido de carbono atmosférico. O modelo de Redfield também pode fornecer respostas de como o ambiente marinho reage a aumentos antrópicos de nutrientes, como por exemplo fertilizantes nitrogenados. Outra grande importância desse modelo é a detecção de características especificas de cada ambiente. Com a comparação dos valores de N:P em diferentes regiões, pode-se detectar processos biogeoquímicos predominantes em cada local. Por exemplo, altos valores de nitrogênio e fósforo podem indicar predominância de nitrificação por cianobactérias, enquanto baixos valores podem indicar predominância de denitrificação por bactérias.
Concentrações menores de amônio em relação ao nitrato também podem indicar processo de nitrificação ou consumo preferencial de amônio pelos produtores primários. Já concentrações altas de nitrito indicam predominância da denitrificação, sugerindo que naquele ambiente existem bactérias que ajudam a regular o excesso de nitrogênio adicionado por ações antrópicas. Com o conhecimento do balanço estequiométrico de Redfield e da reação de oxidação da matéria orgânica, pode ser possível determinar o papel de um ecossistema quanto a sua participação como fonte ou sumidouro de determinado nutriente. Em outras palavras, obtendo a concentração de um dos elementos da reação, pode-se inferir o restante e determinar assim a diferença entre a produção primária e a respiração do ecossistema - chamada também de metabolismo líquido ou produção líquida daquele ecossistema. Nos estudos de monitoramento costeiro, esse tipo de informação auxilia bastante na avaliação dos impactos antropogênicos na dinâmica biogeoquímica do ambiente marinho. Alterações nos níveis de nitrogênio e fósforo podem causar diversas mudanças significativas na estrutura das comunidades de fitoplâncton e perifíton, como alterações na composição taxonômica, densidade de espécies, biovolume algal e classes algais. O conhecimento das relações entre organismos e nutrientes é fundamental para a determinação de espécies indicadoras de alta disponibilidade de nutrientes e/ou guildas de espécies que sejam sensíveis ao aumento desses nutrientes. Por isso, a estequiometria N:P de Redfield é bastante utilizada para avaliar os níveis tróficos dos ecossistemas ou a qualidade da água de um ecossistema. Isso é de suma importância para a conservação e o manejo de ecossistemas aquáticos.

## Constância da relação
O conhecimento dos ciclos de elementos essenciais (por exemplo, carbono, nitrogênio e fósforo), dos processos biológicos marinhos, assim como dos processos de circulação marinha, sejam eles horizontais ou verticais, são fundamentais para entender os mecanismos biogeoquímicos envolvidos na interação entre organismos e nutrientes. Nos processos de fotossíntese e respiração do fitoplâncton, a maior parte do carbono, nitrogênio, fósforo e outros micronutrientes é assimilada, mas uma pequena quantidade é excretada e remineralizada, voltando às suas formas inorgânicas, as quais podem ser recicladas na zona fótica. Esse acoplamento de processos biológicos e químicos, juntamente com os tempos de residência específicos de cada elemento e o tempo de mistura dos oceanos, provavelmente é o grande responsável pela constância na proporção entre carbono, nitrogênio e fósforo no oceano global. Segundo Redfield, a chave para a estabilidade na proporção desses nutrientes estaria no conjunto das formas inorgânicas e orgânicas de nitrogênio. Mais recentemente, isso foi confirmado com a descoberta das bactérias e árqueas nitrificadoras.
Em águas naturais, as concentrações de nitrogênio e fósforo disponíveis são bastante reduzidas durante os períodos de crescimento ativo do fitoplâncton. Um ou outro elemento pode estar quase ausente enquanto um excesso de outro pode permanecer na água. A capacidade do fitoplâncton em continuar formando células, mesmo após o esgotamento de elementos essenciais pode ser explicada pelos processos de mistura que fornecem nutrientes vindos de camadas de água mais profundas. Difusão por um vórtice ou ressurgência pode fornecer nitrogênio e fósforo à zona eufótica em uma proporção maior do que aquela que ocorre efetivamente nessa camada. A decomposição das células in situ também aumenta os níveis de nutrientes no meio devido a composição celular.

## Desbalanço do modelo
Em alguns casos, há um desbalanço na razão N:P do modelo e o crescimento do fitoplâncton passa a ser limitado por aquele nutriente que se apresentar em proporção menor do que aquela considerada ideal (16 N : 1 P). A esse elemento com proporção relativa inferior à ótima, dá-se o nome de nutriente biolimitante. Desta forma, quando um ambiente apresenta razão N:P superior a 16:1, admite-se que o fósforo seja o nutriente limitante. Por outro lado, quando a razão for menor que 16:1, admite-se que o nitrogênio seja o nutriente limitante. Locais próximos ao continente (por exemplo, desembocaduras de rios e estuários) apresentam condições específicas que podem alterar essa proporção de nutrientes devido às peculiaridades de uma flora e fauna locais, mas principalmente devido às interferências antrópicas. Grande parte desses locais são fortemente povoados e industrializados, e recebem constantemente descargas de esgotos domésticos e efluentes ricos em fósforo e nitrogênio, adicionando às águas costeiras, grandes quantidades de matéria orgânica e nutrientes dissolvidos, gerando assim, um processo de eutrofização. Este processo altera os ciclos biogeoquímicos, desbalanceando a relação C:N:P e gerando diversos prejuízos não apenas de ordem ecológica, mas também socioeconômica. À medida que se percorre o contínuo rio-estuário-mar, tanto a diluição da água do mar como o afastamento das fontes de aporte de nutrientes são os responsáveis pela redução dos níveis de C:N:P e retorno aos níveis ótimos do modelo de Redfield.

## Lacunas e controvérsias
O modelo de Redfield representa apenas uma relação ótima de C:N:P para a comunidade fitoplanctônica como um todo. Ele não leva em consideração as diferentes demandas entre as espécies em relação aos nutrientes. Assim, ao estabelecer uma “razão universal”, Redfield deixou de lado características especificas de cada grupo fitoplanctônico, como por exemplo, estratégias diferentes de absorção e assimilação, ou capacidade de estoque e composições celulares de nitrogênio e fósforo. Além disso, individualmente, raramente as espécies de fitoplâncton apresentam como razão ótima, a razão de Redfield. Por isso, mudanças na disponibilidade e limitação dos nutrientes podem resultar em uma mudança florística fitoplanctônica, o que, por sua vez, pode resultar em uma alteração da razão C:N:P na matéria orgânica particulada. Por esse motivo, alguns pesquisadores acreditam que o modelo de Redfield não pode ser aplicado em ambientes com alta biomassa fitoplanctônica e baixa concentração de nutrientes, pois isso negligenciaria o fato de que as concentrações dos nutrientes exercem influência direta no crescimento fitoplanctônico. A estequiometria de Redfield em ambientes aquáticos de água doce é um modelo de difícil aplicação. A dificuldade de se quantificar a contribuição de material particulado terrestre, bem como as características individuais e específicas de cada lago são variáveis importantes que podem alterar a razão C:N:P, deixando uma lacuna difícil de ser preenchida. Portanto, da mesma forma que a descoberta da proporção constante de Redfield guiou os estudos da biogeoquímica marinha no século XX, os desvios encontrados nessa proporção têm fornecido importantes informações sobre a dinâmica dos nutrientes no oceano moderno.

## Aplicações além da oceanografia
Embora o modelo de Redfield tenha sido feito baseando-se em águas oceânicas, ele também precisa ser entendido nas atividades de aquarismo para determinação da proproção C:N:P. Consequentemente, ele auxilia no controle de fitoplâncton e macroalgas que podem impedir o crescimento e o desenvolvimento de outros organismos de interesse em um aquário de água salgada. Além da aplicação em aquarismo, a razão de Redfield auxilia também em estudos agrícolas para entender melhor o funcionamento e o balanço de nutrientes presentes no solo e a influência desses nutrientes no crescimento de plantas.